# Sankarankoil
Sankarankoil (o Sankarankovil, Sankaranainer Koil, Sankaranayinarkovil, Sankaranayinarkovyil, Sankaran Koil) è una suddivisione dell'India, classificata come municipality, di 53.613 abitanti, situata nel distretto di Tirunelveli, nello stato federato del Tamil Nadu. In base al numero di abitanti la città rientra nella classe II (da 50.000 a 99.999 persone).

## Geografia fisica
La città è situata a 9° 10' 0 N e 77° 32' 60 E e ha un'altitudine di 144 m s.l.m..

## Società

### Evoluzione demografica
Al censimento del 2001 la popolazione di Sankarankoil assommava a 53.613 persone, delle quali 26.879 maschi e 26.734 femmine. I bambini di età inferiore o uguale ai sei anni assommavano a 6.084, dei quali 3.203 maschi e 2.881 femmine. Infine, coloro che erano in grado di saper almeno leggere e scrivere erano 36.660, dei quali 20.689 maschi e 15.971 femmine.